# Рётенбур
Рётенбур (фр. Reutenbourg) — коммуна на северо-востоке Франции в регионе Гранд-Эст (бывший Эльзас — Шампань — Арденны — Лотарингия), департамент Нижний Рейн, округ Саверн, кантон Саверн. До марта 2015 года коммуна административно входила в состав упразднённого кантона Мармутье (округ Саверн).
Площадь коммуны — 4,4 км², население — 326 человек (2006) с тенденцией к росту: 405 человек (2013), плотность населения — 92,1 чел/км².

## Население
Население коммуны в 2011 году составляло 396 человек, в 2012 году — 400 человек, а в 2013-м — 405 человек.
| 1962 | 1968 | 1975 | 1982 | 1990 | 1999 | 2006 | 2008 | 2011 | 2012 | 2013 |
| ---- | ---- | ---- | ---- | ---- | ---- | ---- | ---- | ---- | ---- | ---- |
| 367  | 365  | 355  | 328  | 318  | 303  | 326  | 361  | 396  | 400  | 405  |

Динамика населения:

## Экономика
В 2010 году из 237 человек трудоспособного возраста (от 15 до 64 лет) 181 были экономически активными, 56 — неактивными (показатель активности 76,4 %, в 1999 году — 71,6 %). Из 181 активных трудоспособных жителей работали 173 человека (88 мужчин и 85 женщин), 8 числились безработными (четверо мужчин и четыре женщины). Среди 56 трудоспособных неактивных граждан 25 были учениками либо студентами, 21 — пенсионерами, а ещё 10 — были неактивны в силу других причин.

## Достопримечательности (фотогалерея)

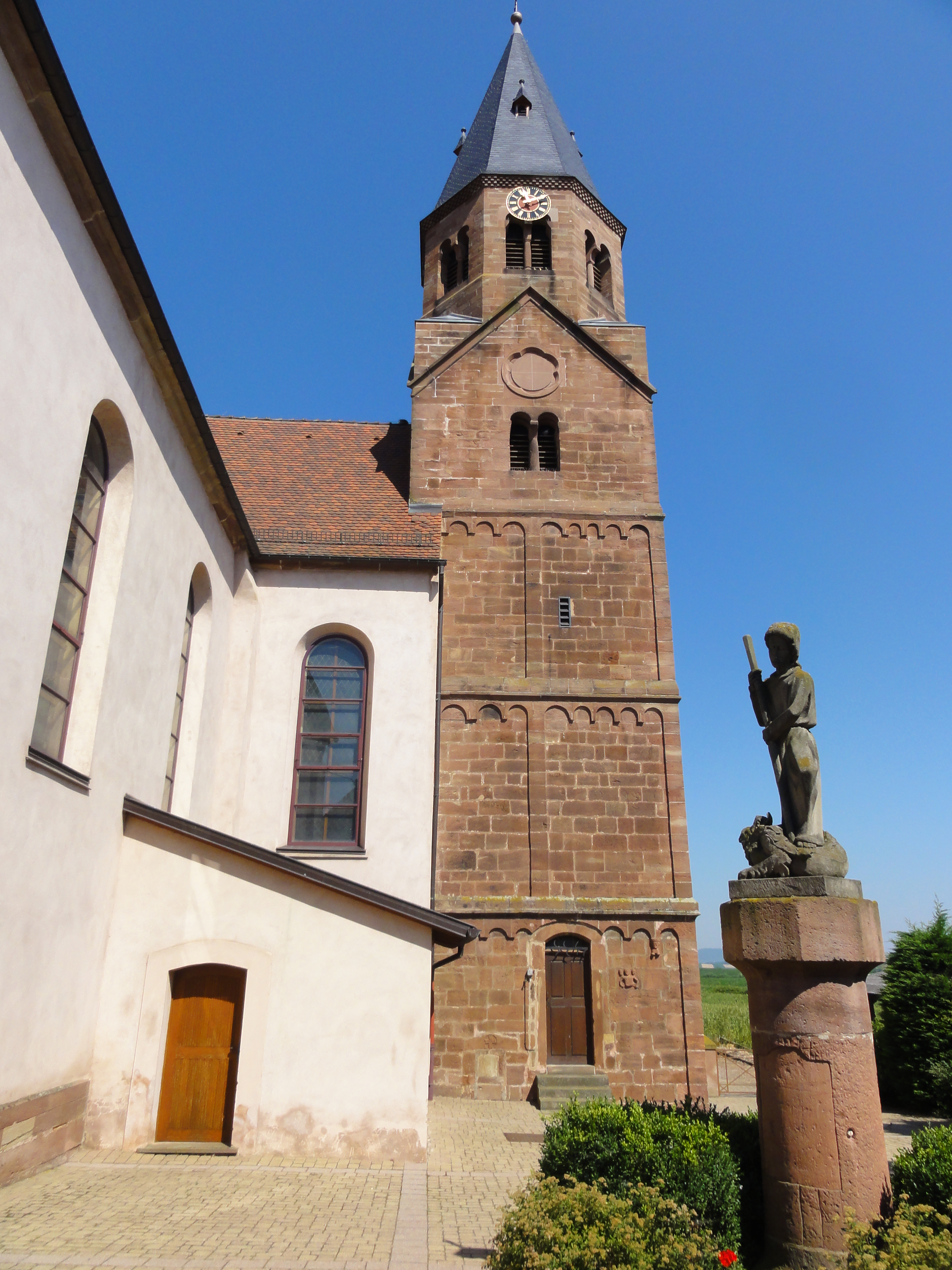
Приходская церковь
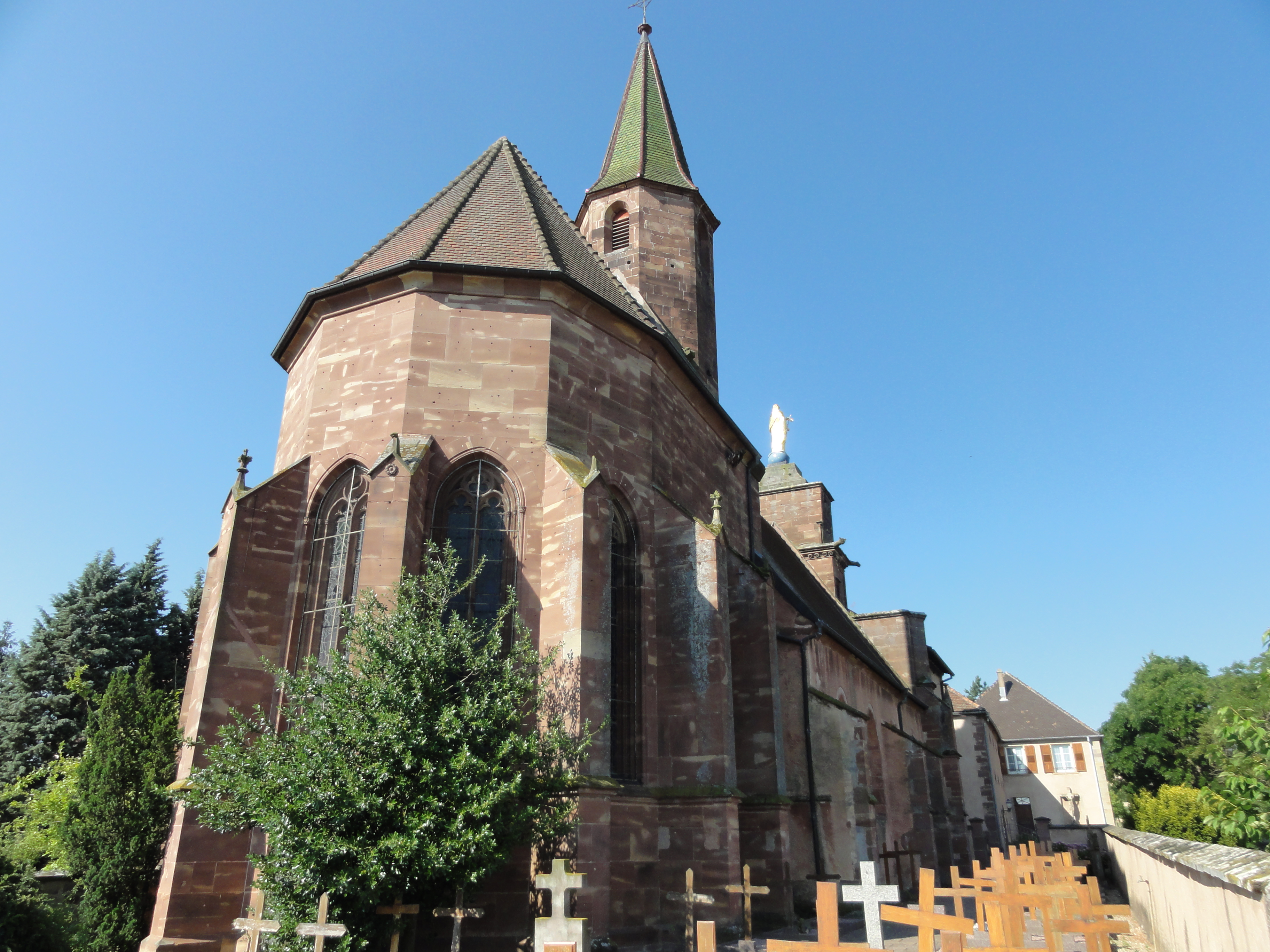
Апсида монастырской церкви и погост
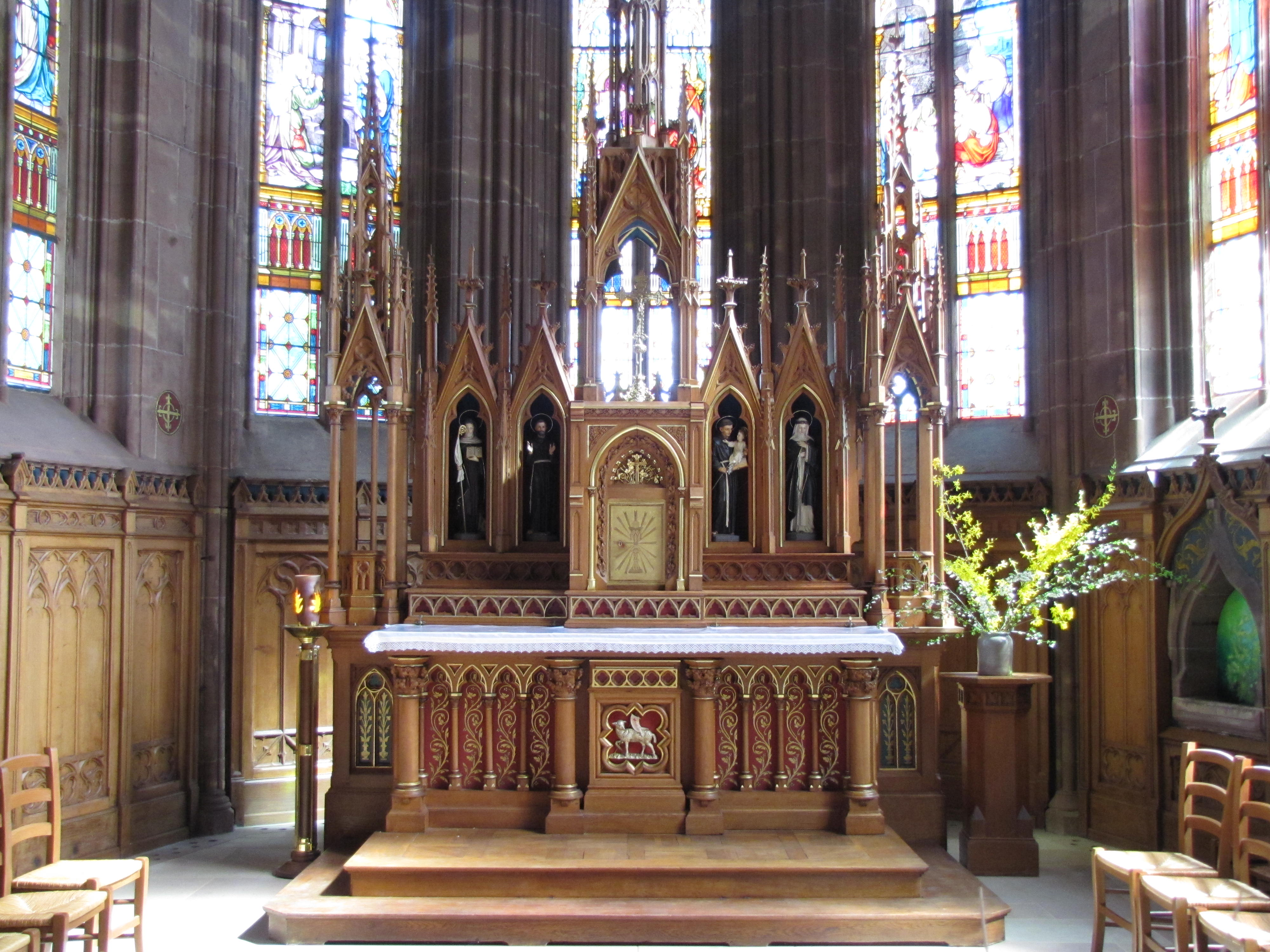
Главный алтарь
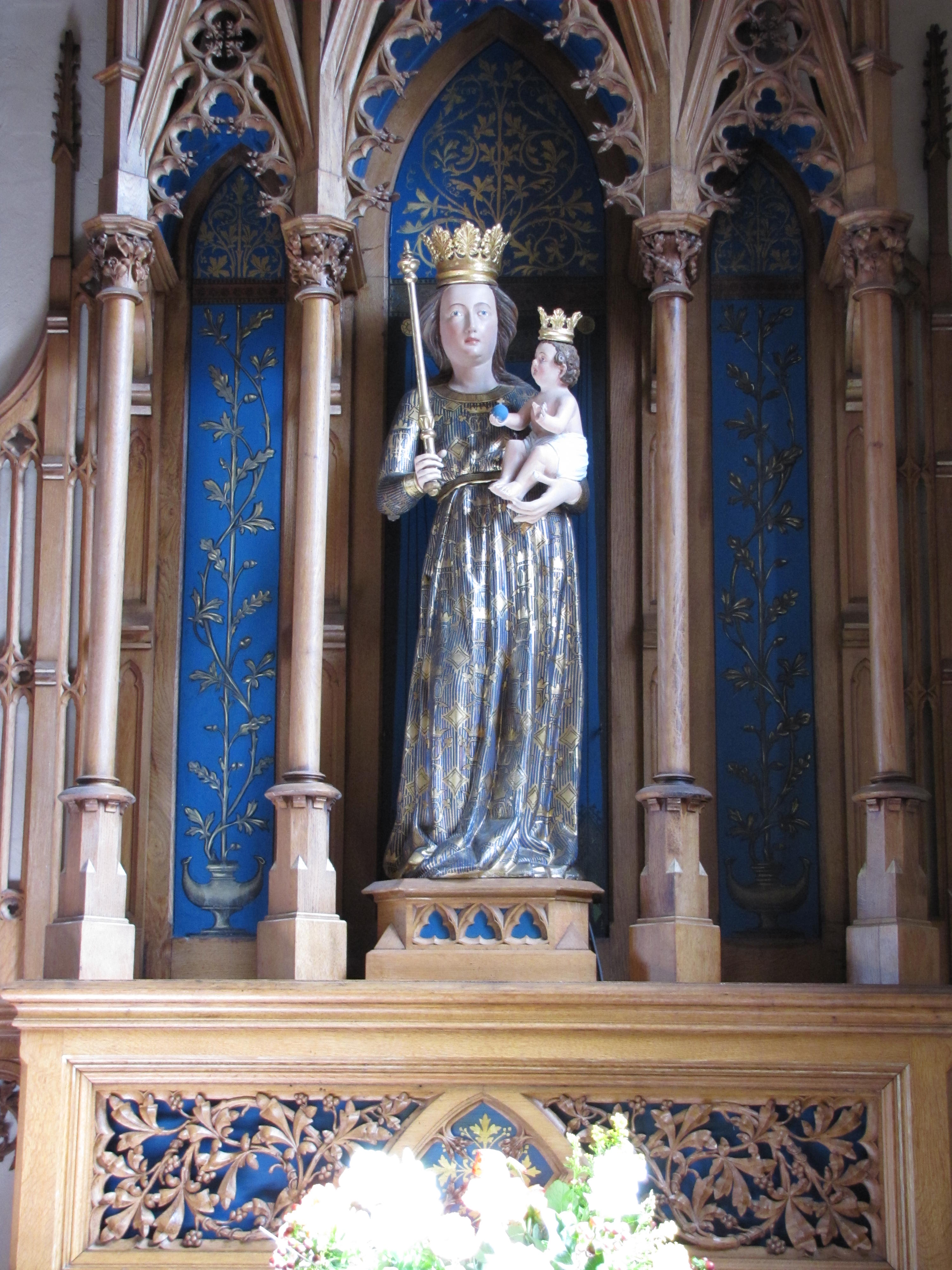
Статуя «Мадонна с младенцем»
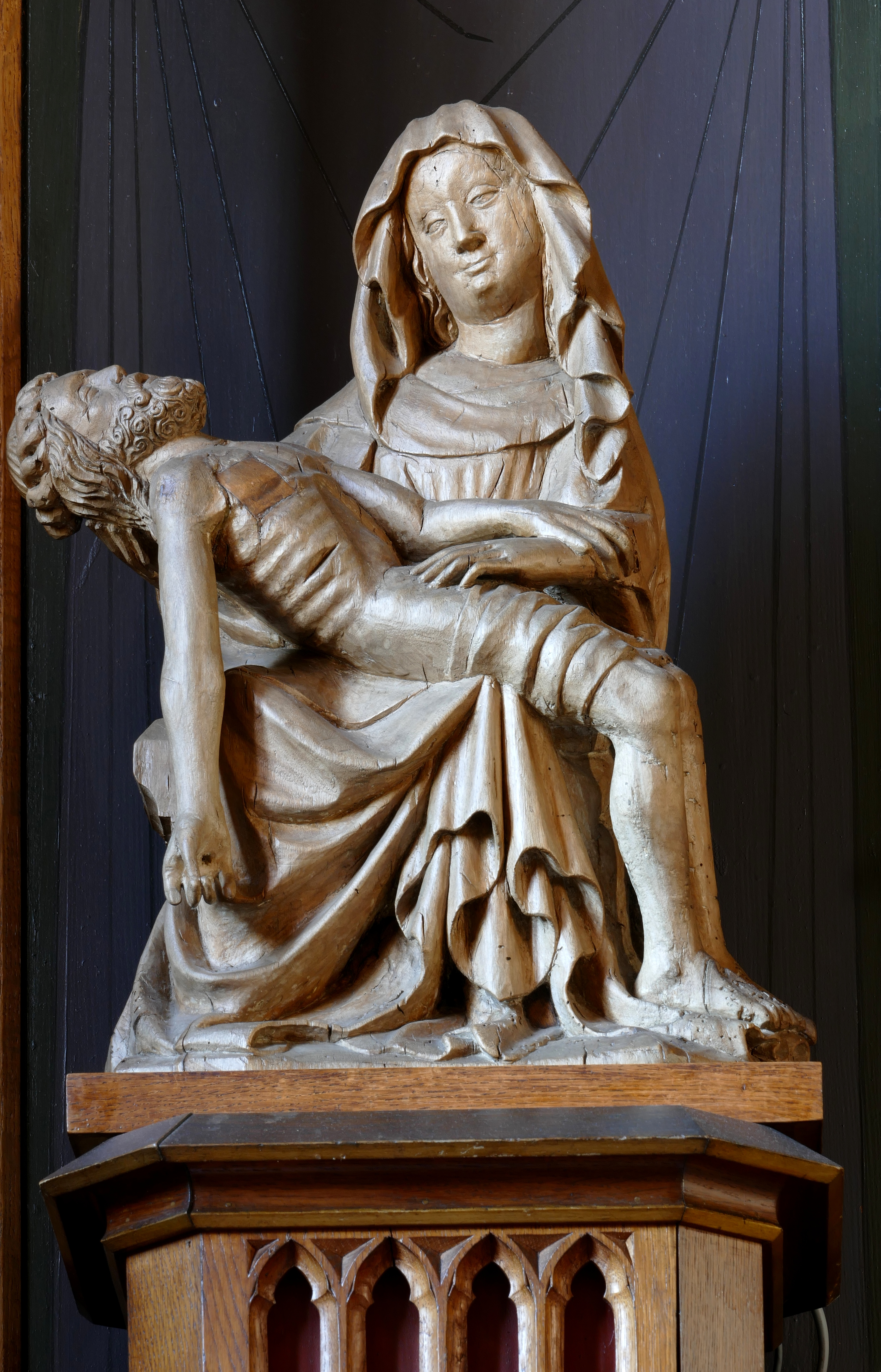
Статуя «Скорбь»
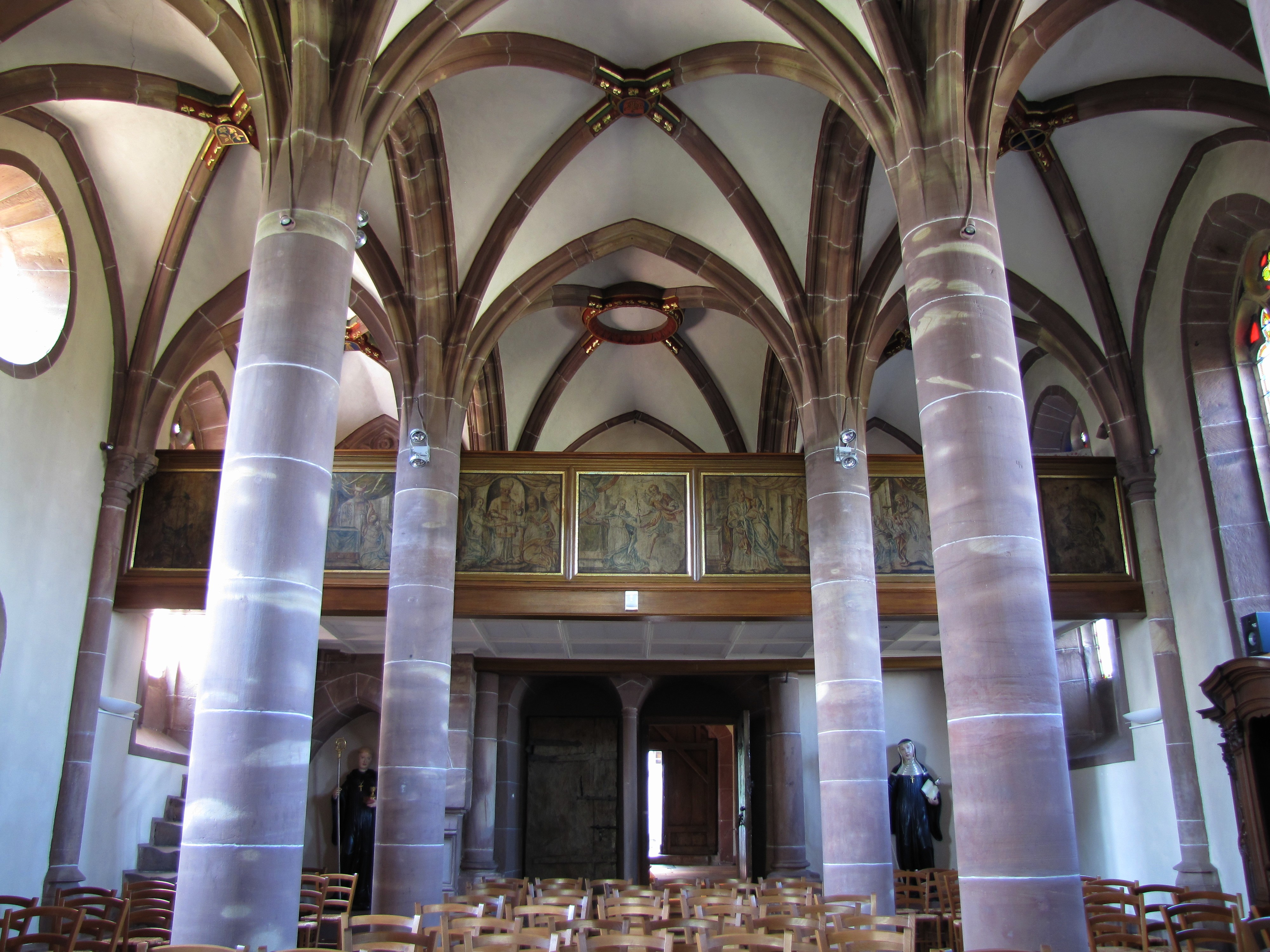
Интерьер, вид на хоры
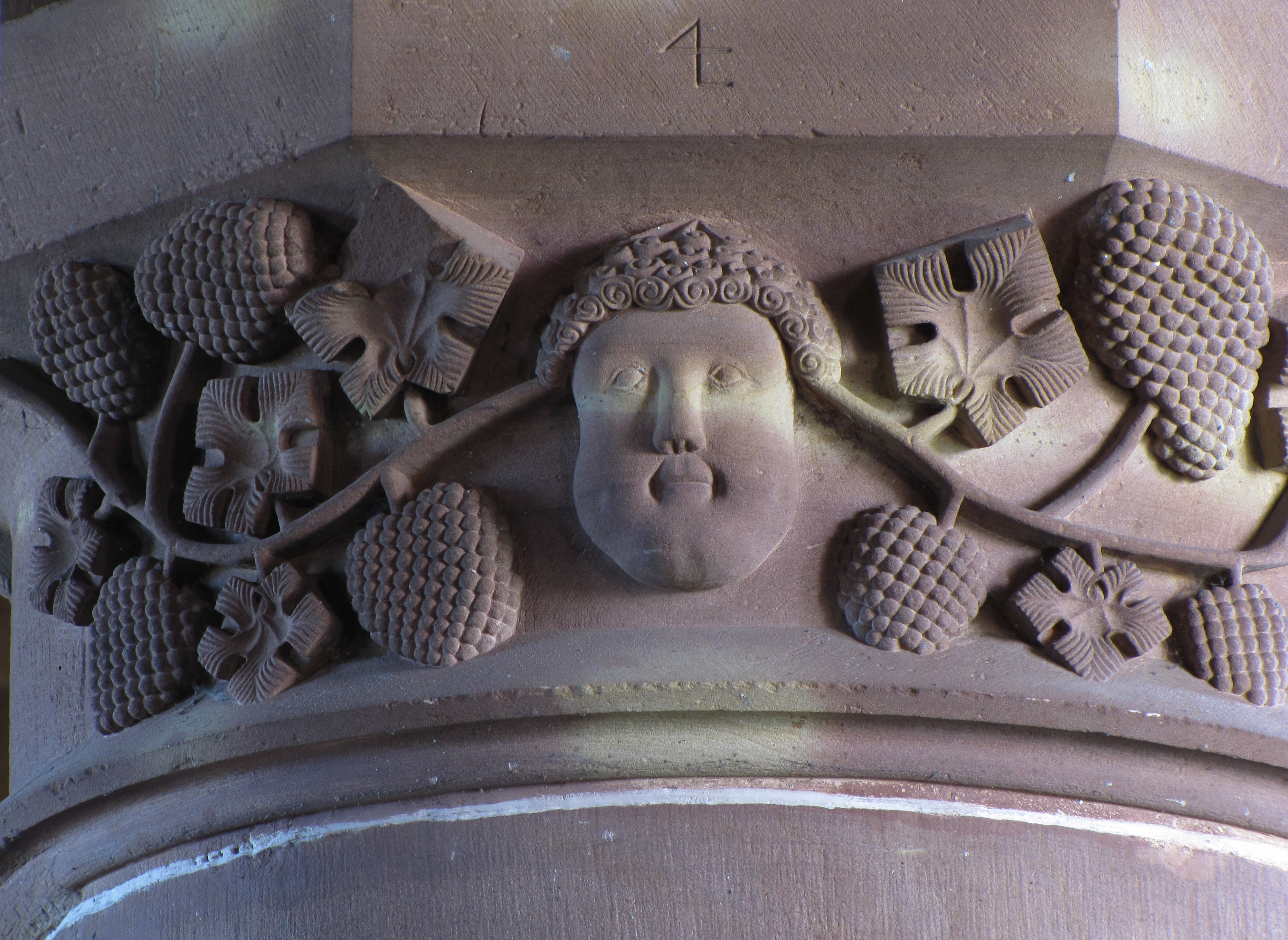
Детали свода церкви